# Vloeivelden (Tilburg)
De Vloeivelden in Tilburg dienden om het afvalwater te zuiveren.
Gedurende de 19e eeuw groeide Tilburg uit tot een industriestad, wat tot gevolg had dat de hoeveelheid afvalwater van de bewoners en de industrie sterk toenam. De stad had echter geen verbinding met grote wateren. Slechts drie stroompjes: de Donge, de Zandleij en de Leij lagen in de buurt. De zogenaamde blauwsloten, die afvalwater vanuit de textielfabrieken afvoerden, en de riolen kwamen ongezuiverd in deze riviertjes uit, die vervolgens langs of door de dorpen in de omgeving stroomden. Met name de gemeente Oisterwijk protesteerde hevig tegen deze praktijk en startte eind 19e eeuw een rechtszaak tegen Tilburg.
Om het probleem te verzachten richtte Tilburg in 1903 een vloeiveld in ten westen van de stad, op een complex woeste gronden dat De Witsie heette. Nevenvoordeel was dat op deze wijze de woeste grond kon worden ontgonnen door de aanvoer van voedselrijk water.
De vele textielfabrieken aan de Goirkestraat loosden daarna nog ongezuiverd op de Zandleij. Om problemen met de gemeente Udenhout te voorkomen werden ook ten noorden van Tilburg een aantal vloeivelden aangelegd die bij elkaar 140 ha besloegen. De aanleg duurde van 1919-1929. Deze vloeivelden hebben gefunctioneerd tot 1972, waarna een Rioolwaterzuiveringsinstallatie, de AWRI-Noord, de taak van de vloeivelden overnam.
In 1999 werd het besluit genomen om in dit gebied een nieuw natuurgebied aan te leggen, het Noorderbos genaamd, waarin ook een aantal waterlopen, sluisjes en stuwtjes van het voormalige vloeiveld een plaats zouden krijgen. Het bestaat uit een hakhoutbos van Zomereiken en een bos van Robinia. De aanplant kwam gereed in 2001. Een probleem vormt de verontreiniging van de bodem met zware metalen.